# NGC 2963
NGC 2963 est une galaxie spirale barrée située dans la constellation du Dragon. NGC 2963 a été découverte par l'astronome germano-britannique William Herschel en 1785.

## Caractéristiques
Sa vitesse par rapport au fond diffus cosmologique est de 6 923 ± 41 km/s, ce qui correspond à une distance de Hubble de 102,1 ± 7,2 Mpc (∼333 millions d'al). 
La classe de luminosité de NGC 2963 est I-II et c'est peut-être une galaxie à sursaut de formation d'étoiles. NGC 2963 est une galaxie dont le noyau brille dans le domaine de l'ultraviolet. Elle est inscrite dans le catalogue de Markarian sous la cote Mrk 122 (MK 122).

## Supernova
La supernova SN 1989D a été découverte dans NGC 2963 le 3 février 1989 par l'astronome suisse Paul Wild de l'université de Berne. Cette supernova était de type Ia.